# Adoryphorus couloni
Adoryphorus couloni är en skalbaggsart som beskrevs av Hermann Burmeister 1847. Adoryphorus couloni ingår i släktet Adoryphorus och familjen Dynastidae. Inga underarter finns listade i Catalogue of Life.